# Wapusk National Park
Wapusk National Park er  Canada's 37. nationalpark, oprettet i 1996. Den ligger 45 kilometer syd for byen Churchill i den nordøstlige del af provinsen Manitoba i Canada, ved bredden af  Hudson Bay.  Parken blev oprettet i 1996 og omfatter et areal på 11.475 kvadratkilometer. Særligt kendt er parken for den rige forekomst af isbjørne, og wapusk betyder på creesproget "hvid bjørn". Det er et af de vildeste og mest afsidesliggende  canadiske landskaber.
Der findes talrige fuglearter i  Wapusk National Park og den er formentlig yngleområde for kortnæbbet sneppeklire. Wapusk National Park er et vigtigt opfostringsområde for  isbjørn (Ursus maritimus).
I en rapport fra 2010 dokumenterede biologer  fra American Museum of Natural History og City University of New York, at de  temperamentsfulde grizzlybjørne vandrer ind i isbjørnenes territorier. Forskerne havde syv  iagttagelser af grizzlybjørne i Wapusk National Park syd for  Churchill, mellem 2003 og 2008.

## Historie
Området hvor Wapusk  National Park ligger er en del af det lavland som omgiver Hudson Bay. Dette er et geologisk ungt landskab, skabt igennem den landhævning som er foregået og fortsat foregår i området siden den seneste indlandsis smeltede bort for cirka 9.000 år siden. Sporene efter ældre kystlinjer kan ses op til 100 kilometer inde i landet. De tidligste beviser for menneskelig bosættelse i området går tilbage til for omtrent 3.000 år siden. Arkæologiske undersøgelser tyder på at flertallet af de første bosættelser lå i parkens nordlige ende og var associeret med kystlinjen, og var sporadiske og sæsonprægede.
De første europæere kom til Wapusk i året 1610, efter opdagelsesrejsende Henry Hudsons landgang i Hudson Bay. I området boede da cree, dene og inuiter . Kontakterne mellem den indfødte befolkning og europæerne var i første omgang kun sporadiske, men kom senere til at blive stadig mere kontinuerlige. Historisk præges området efter europæernes ankomst af pelshandlen, særligt efter byggeriet af York Fort (senere kaldet York Factory) i 1684. 1717 etablerede også Hudson's Bay Company en handelsstation ved Churchill River.